# Přestupný rok

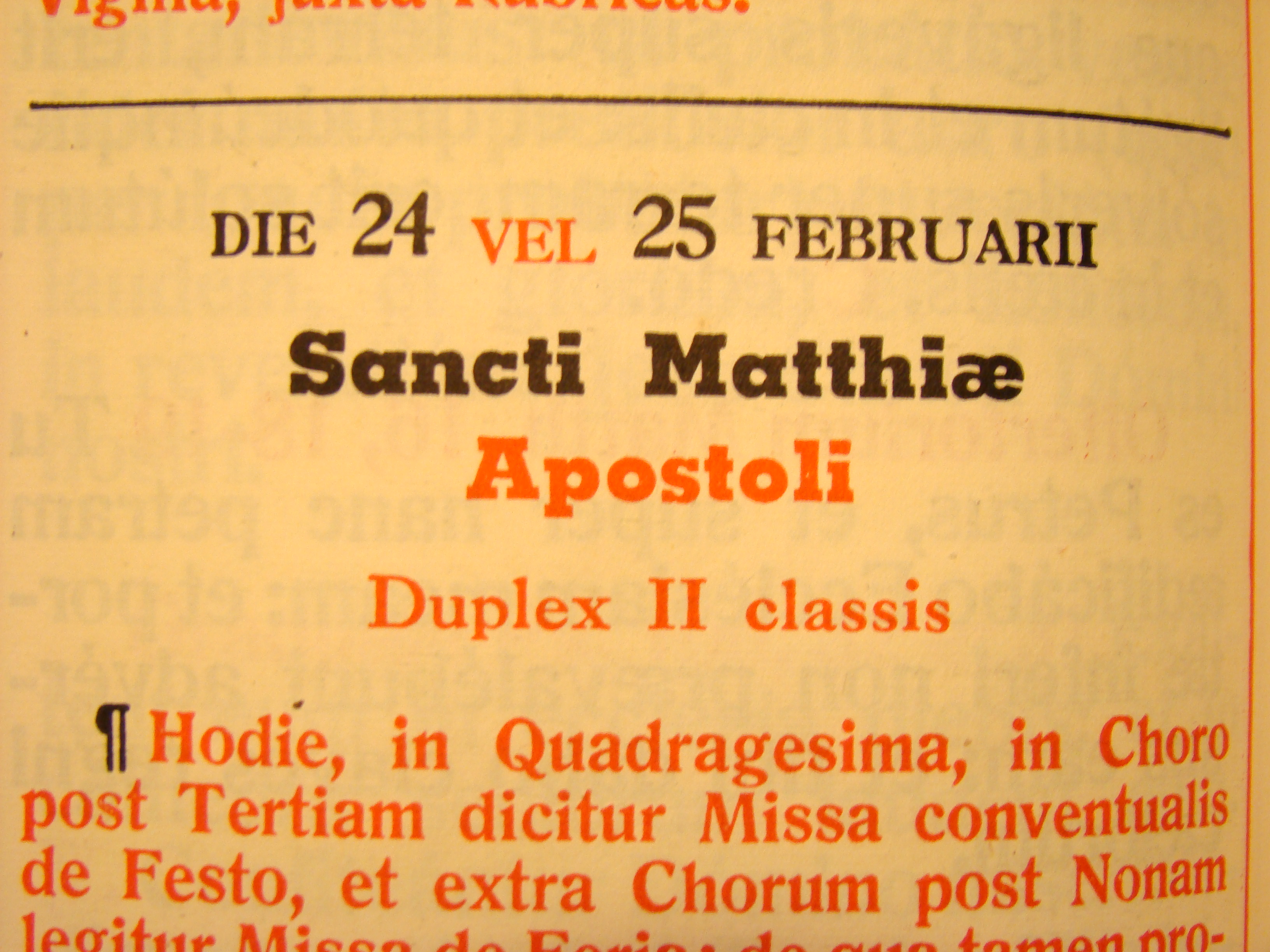
Svátek sv. Matěje v misálu, který se o přestupném roce přesouval z 24. na 25. únor

Přestupný rok je rok, který je delší než běžný rok, vkládá se v intervalu podle daného kalendáře a slouží k vyrovnání rozdílů mezi délkou kalendářního a tropického roku. Přestupný rok je využíván v solárních kalendářích (juliánský, gregoriánský) i lunisolárních kalendářích. Délka kalendářního roku je daná určitým počtem dní nebo měsíců odvozených od doby rotace Země kolem své osy, resp. doby rotace Měsíce kolem Země. Tropický rok je proti tomu dán dobou oběhu Země kolem Slunce a koresponduje s opakovaným střídáním ročních období, rovnodenností a slunovraty. V solárních kalendářích mívá přestupný rok 366 dní (místo 365), v lunisolárních 13 měsíců (místo 12).
Mezinárodně používaný občanský kalendář je gregoriánský kalendář, který má přestupný každý čtvrtý rok (rok dělitelný beze zbytku čtyřmi), ale roky dělitelné 100 jsou přestupné jenom tehdy, jsou-li dělitelné také 400. Přestupný rok má přidaný 29. únor.

## Solární kalendář
V solárních kalendářích není délka roku vázána na měsíční fáze, ale jen na tropický rok dlouhý přibližně 365 a 1/4 dne, který je dán dobou oběhu Země kolem Slunce. Rok dlouhý 365 dní je tedy kratší než tropický rok, odchylka každý rok narůstá a jednou za čtyři roky dosáhne délky přibližně jednoho dne. Proto je každý čtvrtý rok nutné prodloužit o jeden den a tento rok se nazývá přestupný. Tak je docíleno průměrné délky kalendářního roku 365,25 dne (365 a čtvrt dne). Tímto způsobem vyrovnává délku roku juliánský kalendář.
Délka roku 365,25 dne je však jen přibližná, přesněji je tropický rok dlouhý 365,24219 dne. Tato průměrná roční odchylka 0,00781 dne  způsobí za tisíc let odchylku o 7,81 dne (odchylka 1 dne každých 128 let). Pro korekci je potřeba vynechat některé přestupné roky, aby se délka průměrného roku nepatrně zkrátila. Pro praktické účely poslouží odchylku zaokrouhlit na 7,5 dne za tisíc let, kterou se docílí průměrné hodnoty 365,2425 dne za rok. Zaokrouhlená odchylka odpovídá 3 dnům za dobu 400 let (7,5/1000 × 400), postačí tedy vynechat přestupný rok každých sto let a jednou za čtyři sta let jej ponechat. Zaokrouhlení odchylky způsobí posun kalendáře proti době oběhu Země kolem Slunce o 0,31 dne za 1000 let, tedy 31 přebývajících dní za 100 tisíc let.
Uvedenou korekci přinesl gregoriánský kalendář, který stanovil, že roky dělitelné 100 jsou přestupné jenom tehdy, jsou-li dělitelné také 400. Přestupnými roky jsou proto například roky 1600, 2000, 2400 apod., zatímco roky 1700, 1800, 1900, 2100 atd. přestupné nejsou. 

### Historie přestupného dne
Historie přestupných dnů sahá až do starověkého Egypta, kdy byl v roce 238 př. n. l. zaveden dodatečný den každý čtvrtý rok.
Mytický druhý římský král Numa Pompilius zavedl v 7. století př. n. l. kalendář, ve kterém měl rok 355 dnů a každý druhý rok byl vkládán celý přestupný měsíc za svátek Terminálií (svátek ukončení roku), který připadal na 23. únor. V roce 45 př. n. l. císař Julius Caesar tento přestupný měsíc zrušil a místo něj zavedl přestupný den v již zmíněné podobě známé ze starověkého Egypta (proto označení juliánský kalendář).
Nepřesnost juliánského kalendáře způsobila narůstající odchylku, která v 16. století činila už 10 dní. Tím byla posunuta data například zimního slunovratu před Vánoci a jarní rovnodennosti, podle které se určovalo datum Velikonoc. Proto papež Řehoř XIII. v roce 1582 kalendář bulou Inter gravissimas reformoval vynecháním 10 dní (různé země a církve však přijaly tuto změnu po různé době). V tomto tak zvaném gregoriánském kalendáři je vkládán přestupný den každý rok, který je bezezbyku dělitelný čtyřmi, avšak s výjimkou celých století, která nejsou beze zbytku dělitelná 400 (viz výše).

## Lunisolární kalendář
U lunisolárního kalendáře je délka roku vázána na délku kalendářních měsíců daných oběhem Měsíce kolem Země. Běžný rok má 12 měsíců, přestupný rok přidává přestupný měsíc a má jich proto 13. Tento měsíc se nazýval hrudný měsíc neboli hruden. Délka běžného lunárního roku je přibližně 354 dní, tedy je o cca 11 dní kratší než trvá oběh Země kolem Slunce, přestupný rok má přibližně 384 dní, je tedy naopak delší. 
Hrubé vyrovnání je možné přidáním přestupného měsíce každý třetí rok (11 dní je přibližně třetina měsíce). Přesnější jsou delší cykly, například tři přestupné roky během každých osmi let. Relativně přesného výsledku se dosáhne použitím sedmi přestupných let během devatenáctiletého cyklu. K tomuto vývoji dospěl již Metón Athénský při návrhu attického (athénského) kalendáře v 5. století př. n. l. V antice vznikly ještě přesnější kalendářní cykly pracující s násobky Metonova cyklu.